# Pelle, a kis rendőrautó akcióban
A Pelle, a kis rendőrautó akcióban (eredeti cím: Pelle Politibil pa sporet) 2013-ban bemutatott norvég 2D-s számítógépes animációs film, amelyet Arthur Johansen írt. Az animációs játékfilm rendezője Rasmus A. Sivertsen, producerei Aage Aaberge, Live Bonnevie és Henrik Zein. A zenéjét Trond Bjerknes szerezte. A Kaboom! Entertainment és a Neofilm gyártásában, és a Nordisk Filmdistribusjon forgalmazában jelent meg. Műfaja kalandfilm. 
Norvégiában 2013. május 9-én, Amerikában 2014. november 9-én mutatták be a mozikban, Magyarországon 2014. november 5-én adták ki DVD-n.

## Szereplők
| Szereplő    | Angol hang         | Magyar hang        |
| ----------- | ------------------ | ------------------ |
| Pelle       | Michael Yeager     | Csőre Gábor        |
| Richard     | Marc Matney        | Pusztaszeri Kornél |
| Rendőrfőnök | Anthony Lawson     | Borbiczki Ferenc   |
| Brünhilde   | Ashley Crist       | Kocsis Mariann     |
| Bitten      | Aerli Austen       | Roatis Andrea      |
| Oda         | Ashley Bril        | Náray Erika        |
| Anyasas     | Ashley Bril        | Hábermann Lívia    |
| Fióka       | Shannon Settlemyre | Straub Martin      |
| Hercegnő    | Shannon Settlemyre | Farkasinszky Edit  |
| Otto        | Matthew Warzel     | Faragó András      |
| Férfi       | N/A                | Kapácsy Miklós     |
| Biciklis    | N/A                | Katona Zoltán      |